# Chlor-36

izotopová tabulka s vyznačenou pozicí ^{36}Cl

Chlor-36 (36Cl) je kosmogenní radioizotop chloru s poločasem přeměny přibližně 300 000 let. U 98,1 % jader tohoto izotopu proběhne přeměna beta minus na 36Ar, u zbylých 1,9 % dojde k záchytu elektronu za vzniku 36S.
V přírodě se vyskytují stopová množství 36Cl, 1 atom 36Cl připadá na asi (1-1,4)×1012 atomů stabilních izotopů (35Cl a 37Cl)., tomu odpovídá radioaktivita asi 1 Bq/kg(Cl).
Tento izotop vzniká v atmosféře tříštěním jader 36Ar. V povrchových vrstvách litosféry vzniká hlavně aktivací 35Cl tepelnými neutrony a tříštěním z 39K a 40Ca. Pod povrchem má na jeho tvorbě větší podíl zachycování mionů. Za rok se takto na úrovni hladiny moře z jednoho molu 39K vytvoří přibližně 4200 a z jednoho molu 40Ca zhruba 3000 atomů 36Cl. Ve větších nadmořských výškách je tento proces v důsledku větší intenzity kosmického záření rychlejší.
Poločas tohoto izotopu jej činí vhodným pro radioaktivní datování vzorků o stáří asi 60 000 až 1 000 000 let.
Velká množství 36Cl vznikla ozářením mořské vody při atmosférických a podvodních testech jaderných zbraní v letech 1952 až 1958.